# Maison de l'Intendance de Longwy
La Maison de l'Intendance de de Longwy est un édifice situé dans la ville de Longwy, dans la Meurthe-et-Moselle en région Grand Est.

## Histoire
La Maison de l'Intendance est classée au titre des monuments historiques par arrêté du 22 août 1921.